# Girimukti (Ciemas)
Girimukti is een bestuurslaag in het regentschap Sukabumi van de provincie West-Java, Indonesië. Girimukti telt 3863 inwoners (volkstelling 2010).